# Ponta das Canas
Ponta das Canas est une plage de la municipalité de Florianópolis, au Brésil. Elle se situe au nord de l'île de Santa Catarina. Son nom vient de la présence de canne à sucre dans les environs. 
Son activité était traditionnellement centrée autour de la pêche qui amena les premiers habitants de la localité. Elle est devenue depuis un lieu de villégiature recherché pour sa plage de sable fin, de près d'un kilomètre de longueur, et ses eaux calmes. 
Elle fait partie du district de Cachoeira do Bom Jesus.